# The Deep End of the Ocean
The Deep End of the Ocean (no Brasil: Nas Profundezas do Mar sem Fim; em Portugal: Profundo como o Mar) é um filme americano de 1999, do gênero drama, com roteiro de Stephen Schiff baseado no romance The Deep End of the Ocean, de Jacquelyn Mitchard.
O livro de Mitchard foi o primeiro selecionado por Oprah Winfrey para ser discutido no Oprah's Book Club, em 1996.

## Sinopse
No saguão de um hotel lotado, mulher se distrai e perde de vista seu filho de três anos, que desaparece sem deixar rastro. Nove anos depois, ele reaparece, mas não se lembra de seus pais verdadeiros nem de seu irmão.

## Elenco
| Personagem                           | Ator/atriz        |
| Beth Cappadora                       | Michelle Pfeiffer |
| Detetive Candy Bliss                 | Whoopi Goldberg   |
| Pat Cappadora                        | Treat Williams    |
| Vincent Cappadora com 16 anos        | Jonathan Jackson  |
| Sam Karras/Ben Cappadora com 12 anos | Ryan Merriman     |
| Kerry Cappadora                      | Alexa Vega        |
| Jimmy Daughety                       | Michael McGrady   |
| George Karras                        | John Kapelos      |
| Ellen                                | Brenda Strong     |
| Tia Theresa                          | K.K. Dodds        |

## Recepção
The Deep End of the Ocean teve classificação de 42% no Rotten Tomatoes, e pontuação de 45 no Metacritic, indicando críticas mistas.